# Telegrafie
Telegrafie (z řeckých slov tele (τηλε) = daleký a grafein (γραφειν) = psát) je zastarávající telekomunikační metoda umožňující přenést obsah textových zpráv (telegramů) na velkou vzdálenost.
Za počátky telegrafie lze považovat dopravování velmi jednoduchých zpráv pomocí bubnů (tam-tamy), kouřových signálů apod.

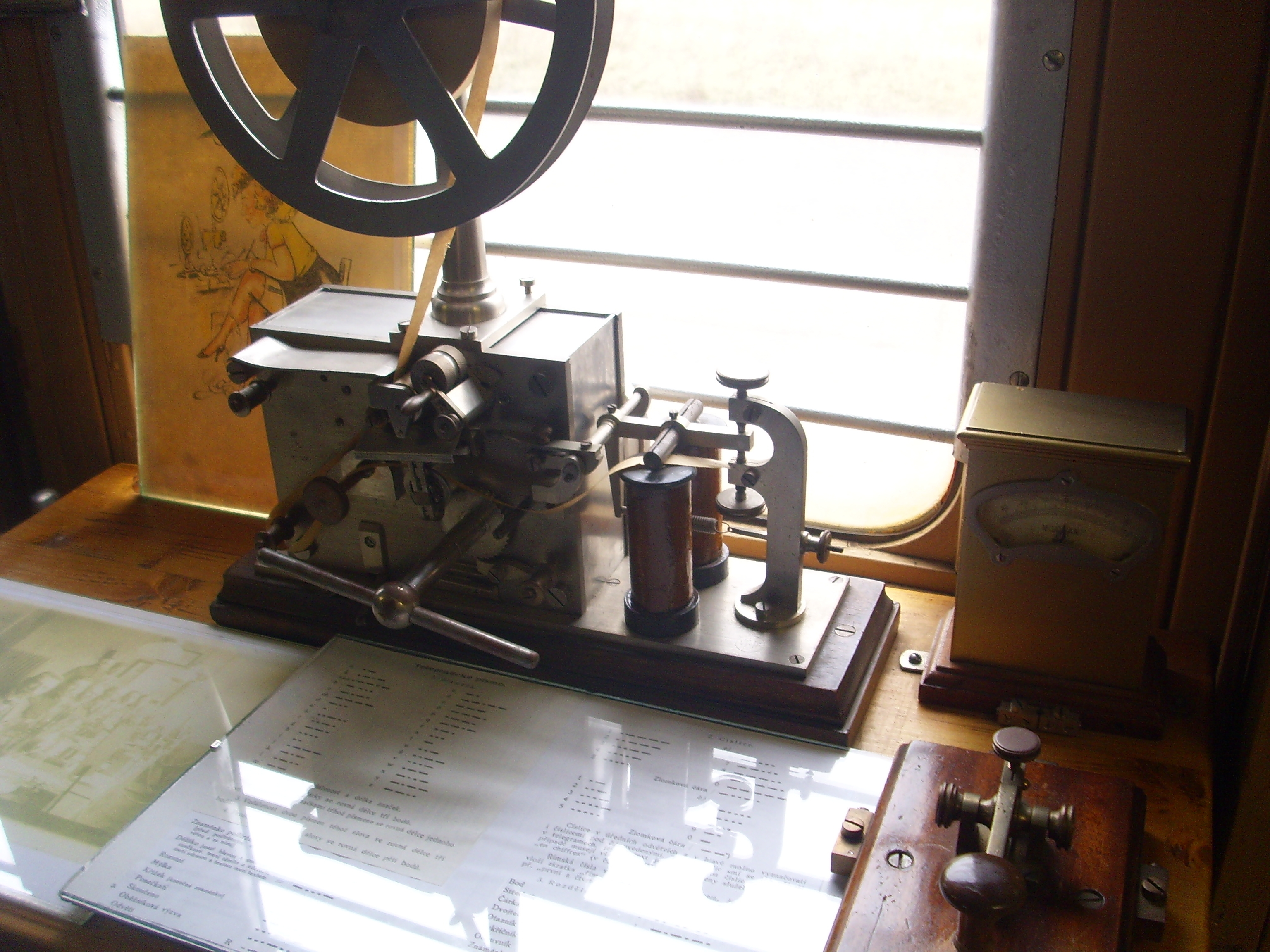
Telegrafní přístroj, vpravo dole klíč

## Optický telegraf
Myšlenka optického telegrafu je známa už od starověku. Dobytí Tróje bylo prý oznámeno do Mykén ohňovými signály řetězcem ohnišť asi v roce 1184 př. n. l. Podobným způsobem byla ve starém Římě vyslána zpráva, v níž císař Claudius oznámil své vítězství nad britskými kmeny do Říma. To bylo v roce 46 n. l.
Optický telegraf jako speciální zařízení představil Robert Hooke Londýnské královské společnosti (Royal Society) na jedné z přednášek v roce 1684. Předvedl posluchačům zařízení ve tvaru dřevěné brány, s trojúhelníkovým terčem, posouvaným a natáčeným soustavou lan a kladek. Polohám trojúhelníku přiřadil písmena a číslice. Bylo tak možno signalizovat na velkou vzdálenost, ale jeho myšlenka se ještě neujala, možná proto, že ji nikdo nepotřeboval. Pokusy s optickým telegrafem dělal v 17. století i německý fyzik Johann Lorenz Boeckmann.

### Claude Chappe

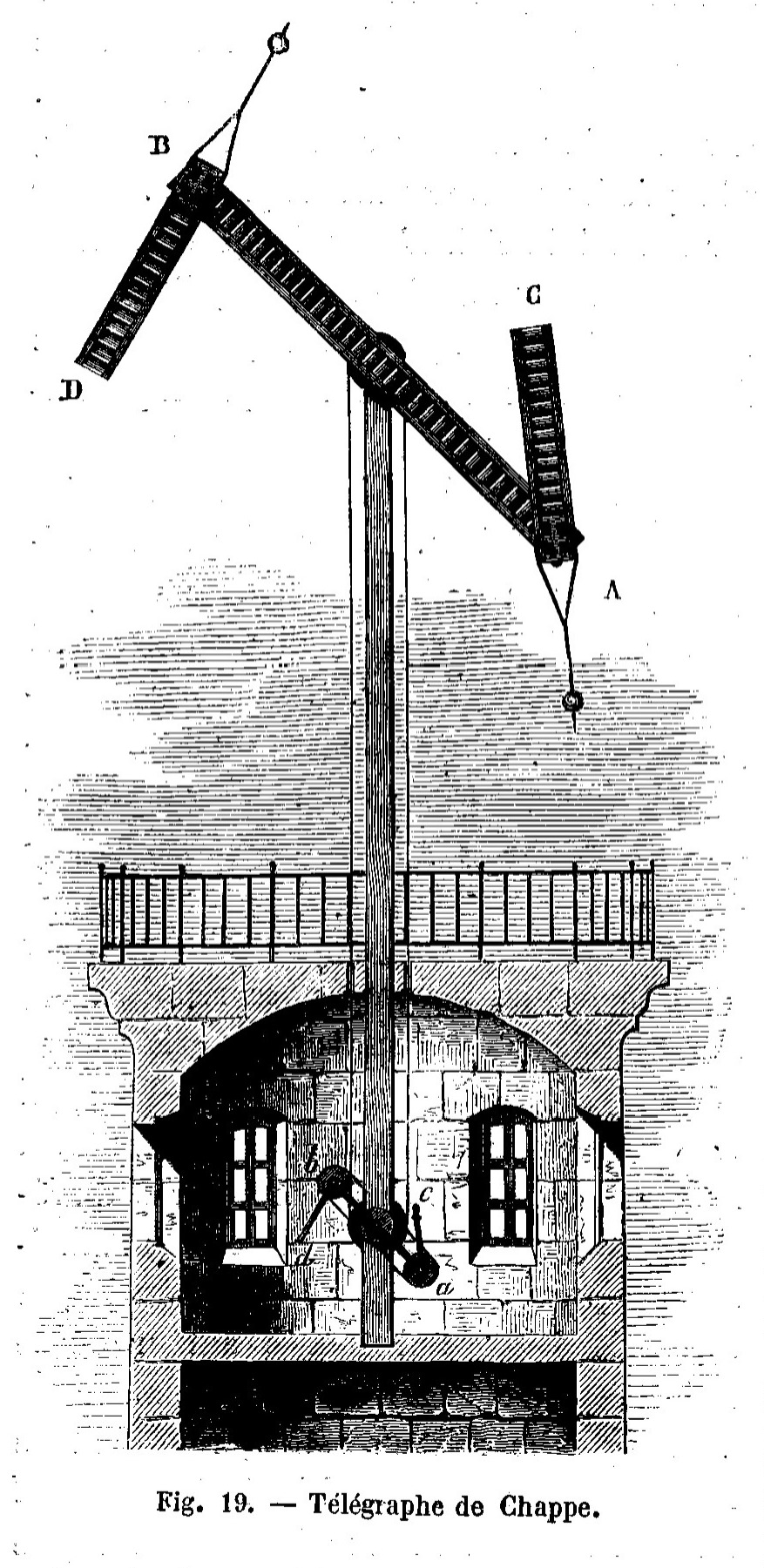
Stanice Chappova telegrafu

O sto let později, v roce 1792 sestrojil po několika letech pokusů Francouz Claude Chappe spolu se svým bratrem Ignácem „semaforový“ telegraf, později známý jako telegraf Chappův. Systém se skládal z věží, postavených na dohled dalekohledem, ve vzdálenosti 12 až 15 km, aby si vzájemně předávaly zprávy. Na věži bylo na 5 m vysokém stožáru umístěno otočné rameno a na jeho koncích kratší pohyblivá ramena. Kombinací natočení ramen, zdola ovládaných lanky a kladkami, bylo možno zakódovat a na vzdálenost dohledu vysílat až 196 různých znaků (písmena, číslice a dokonce i diakritická znaménka). V roce 1793 jej nainstaloval na střechu pařížského Louvru. Nejstarší linka Chappova telegrafu vedla z Paříže do Lille v délce asi 220 km a měla 15 stanic. Stanice byly umístěny na zvláštních věžích, nástavbách, střechách či vyvýšeninách v terénu. Po zaučení telegrafistů byla zpráva po této trase přenesena za 4 minuty a 5 sekund. V době napoleonských tažení Napoleon Bonaparte používal tento způsob předávání informací pro koordinaci svých vojsk.
V polovině 19. století byl optický telegraf ve Francii velmi populární a prostřednictvím 534 stanic spojoval Paříž s 29 městy. Vyznačoval se značnou rychlostí předávání informací. Například na trase Paříž – Lyon předal jednoznakovou zprávu prostřednictvím 20 stanic za 2 minuty. Trasy tohoto telegrafu po Francii byly později dlouhé stovky kilometrů a systém se používal až do objevu elektrického telegrafu.
Síť stanic rychle rostla a šířila se i do jiných zemí. V Německu první linku optické telegrafie z Met do Mohuče zavedli Francouzi roku 1813. V letech 1830–1852 fungovala linka pruského optického telegrafu z Berlína přes Magdeburg a Kolín nad Rýnem do Koblenze, dlouhá asi 550 km. Měla na sloupech tři páry pohyblivých ramen nad sebou, takže dovolovala rozlišit několik tisíc znaků. Užívala se – podobně jako ve Francii – hlavně pro vládní a vojenské účely a zprávy se často šifrovaly. Další linky vznikaly v severním i jižním Německu až do poloviny století. Několik stanic na německo-francouzském pomezí bylo po roce 1970 rekonstruováno.
V Polsku (tehdy součásti Ruska) byla vybudována první linka optické telegrafie na trase Varšava – Modlin v roce 1830. V roce 1835 po postavení sítě 146 stanic byla dána do provozu síť Varšava – Petrohrad. Linie začínala na střeše divadla (Teatr Wielki) na varšavském náměstí (Plac Teatralny). Zbytky původní stanice jsou na terase malého balkonu divadla.
V roce 1838 byla vybudována síť stanic na trase Varšava – Moskva, která se skládala z 220 stanic a obsluhovalo ji více než 1320 operátorů.
Také na Hvozdu (dominantní hora Hvozdského hřbetu Lužických hor, 750 m n. m.) bývala stanice optického tzv. „lotynkového“ tyčového telegrafu pro signalizování vyšlých čísel v Lotynce. Signál vycházel ze Žitavy přes Toepfer u Ojvína (Oybin) na Hvozd, Luži, Jezevčí vrch a Bezděz ku Praze.
Jiným směrem se ubíralo optické telegrafování barevnými světlicemi, jak si je roku 1859 patentovala americká vynálezkyně Martha Coston; americké námořnictvo systém používalo až do roku 1962. Velmi se rozšířilo telegrafování přerušovaným světlem dálkového světlometu v Morseově abecedě, jak ji po roce 1833 upravil francouzský vynálezce Émile Baud (roku 1932 byla mezinárodně zavedena jako MTA1, CCITT1 a později upravena jako MTA2 resp. CCITT2). Přenos byl rychlejší i spolehlivější.

## Elektrický telegraf

Schéma elektrického telegrafního spojení: 1 – vysílač, 2 – přijímač, 3 – klíč, 4 – baterie, 5 – země, 6 – vedení, 7 – elektromagnet, 8 – pisátko, 9 – páska, 10 – psací váleček, 11 – pohonné válečky, 12 – páska se zprávou

Anonymní článek v jednom skotském časopise popisoval už v roce 1753, jak lze zasílat informace svazkem 26 drátů (pro každé písmeno jeden). Příjemce sledoval, jak se na drátě pod proudem vyvíjejí v elektrolytu bublinky. Vynález se však neujal.
Pavel Schilling sestrojil roku 1832 telegraf, který fungoval mezi místnostmi. První prakticky využitelný telegraf (na vzdálenost 1 km), založený na elektromagnetickém principu, sestrojil Carl Friedrich Gauss a Wilhelm Eduard Weber v roce 1833 v Göttingenu. Další typ (patent 1837) vytvořili Sir Charles Wheatstone a William Fothergill Cooke v Anglii. Jejich systém využíval jako detektor zmagnetizované jehly vychylované proudem v blízkých vodičích. V roce 1839 byl tento systém poprvé použit na železnici (21 km). V českých zemích byl telegraf do Vídně zřízen dne 6. března 1847 v Brně na nádraží pro účely dráhy (a téhož roku prodloužena do Prahy) a ministerský výnos umožnil veřejný provoz dne 15. února 1850. V roce 1888 už zde bylo podáno 1,3 milionu telegramů.[zdroj?] V červenci 1850 byl uzavřen Německo-rakouský telegrafní spolek (Deutsch-Österreichischer Telegraphenverein) mezi Pruskem, Rakouskem, Bavorskem a Saskem.

### Samuel Morse

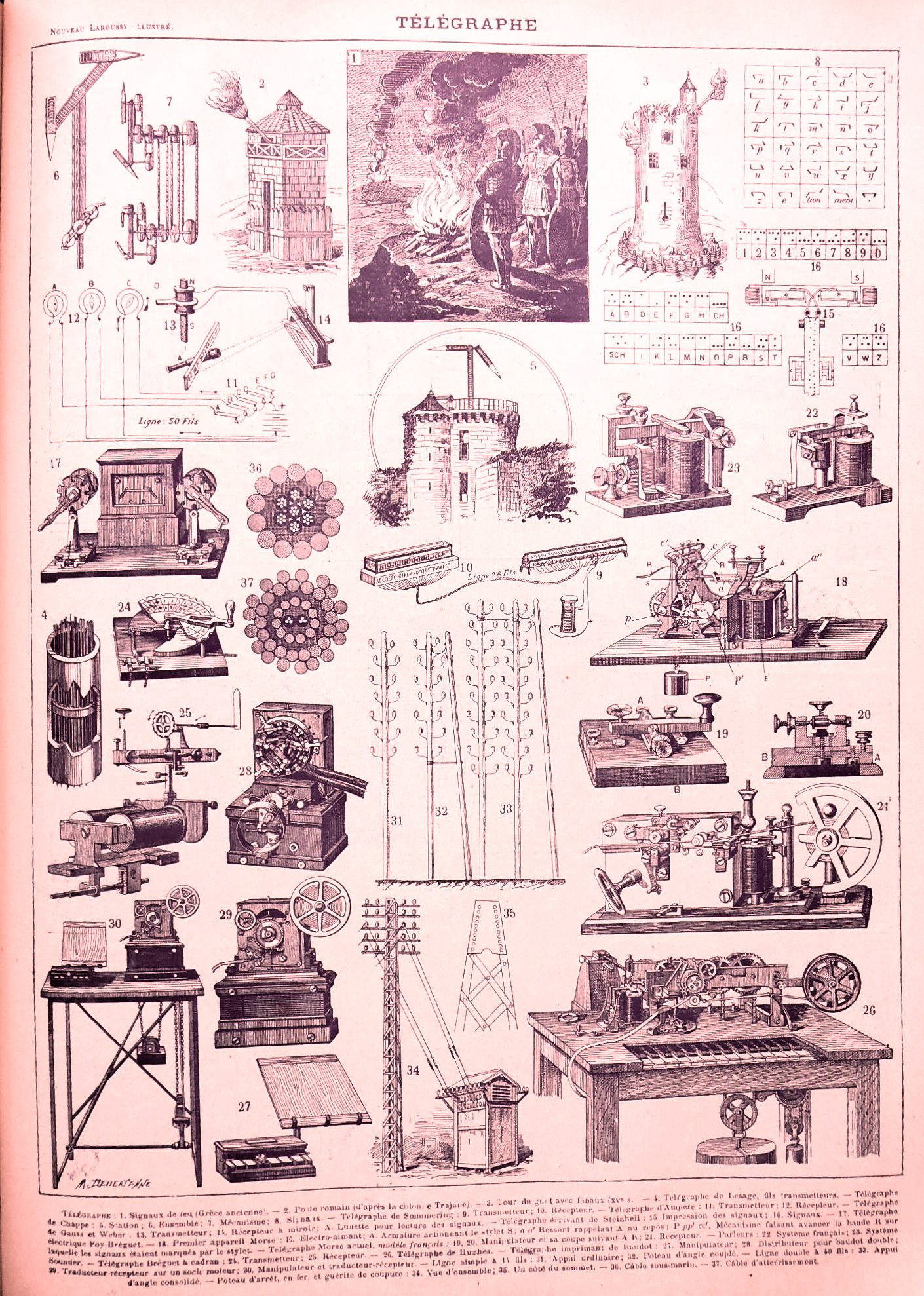
Telegrafie v 19. století

Americký vynálezce Samuel F. B. Morse pracoval na zdokonalení telegrafu od roku 1832 a dne 25. května 1844 odeslal jako zprávu citát z bible "Co Bůh Izraeli prokázal" z Washingtonu do Baltimoru (asi 50 km). Završil tak 12 let svých pokusů a vývoje a vytvořil komunikační prostředek, který se hojně užíval dalších více než 100 let.
Morseův telegraf využívá pro přenos informace pouze dva stavy vysílače resp. zdroje signálu (např. svítí / nesvítí, vysílá / nevysílá). Stavy se střídají tak, že je možné je ve výsledku vnímat lidskými smysly (opticky, zvukem) jako sérii krátkých "teček" a delších "čárek", oddělených mezerami, a následně dekódovat do jednotlivých písmen abecedy, číslic a dalších znaků. Morseův telegraf vylepšil v roce 1847 Werner von Siemens. Navrhl jehlový telegraf, který se přenášel zprávu písmeno po písmeně a tedy nepotřeboval složitější zápis v Morseově kódu.

### Přenos
Pro zakódování a dekódování informace se v telegrafii používá mezinárodně uznávaný protokol – tzv. telegrafní abeceda (resp. Morseova abeceda, MTA2). Každému znaku odpovídá posloupnost teček a čárek oddělených mezerami, reprezentovaných stavy vysílá krátce, vysílá dlouze, nevysílá (resp. svítí krátce, svítí dlouze, nesvítí… atd.). Mezery mezi znaky a slovy jsou reprezentovány delšími prodlevami ve vysílání.
Tehdejším médiem pro přenos zpráv elektrickým telegrafem byly (a jsou) elektrické vodiče (kabely). Ty umožňovaly přenos zpráv typicky např. mezi poštovními úřady, železničními stanicemi apod. Zpráva přenášená telegrafem se nazývala telegram. Velkým omezením však bylo, že aby bylo později možno touto cestou telegram někam doručit, bylo nejprve nutno do tohoto místa kabely zavést. K doručování telegrafických zpráv se používaly i podmořské kabely, spojující např. kontinentální Evropu s Anglií a později Evropu s Amerikou. Pro takto doručenou zprávu se vžil pojem kabelogram.
Velký zlom v dalším rozvoji telegrafie pak nastal s rozvojem radiového vysílání.

## Bezdrátový telegraf
Radiotelegrafie umožnila velký nárůst v poštovním styku, protože odstranila kabely jako silně omezující faktor rozvoje sítě. Nyní bylo možné prakticky okamžitě zřídit telegrafní pracoviště a přijmout i vyslat zprávu v kterémkoliv místě v dosahu vysílače. Obsluha radiotelegrafní stanice byla ale náročnější než obsluha stanic propojených kabely. Zatímco kabelogramy se automaticky zapisovaly na papírovou pásku, mohly se číst se zpožděním a originál zprávy archivovat, u radiotelegrafního spojení musel být operátor přítomen a schopen v reálném čase zprávu vysílanou v Morseově abecedě dekódovat a zapisovat.
První bezdrátový přenos mluveného slova uskutečnil slovenský katolický kněz, malíř a vynálezce Jozef Murgaš 23. listopadu 1905 na vzdálenost asi 30 km mezi městy Wilkes-Barre a Scranton v Pensylvánii. Již dne 10. května 1904 mu federální patentový úřad ve Washingtonu k vynálezu přidělil dva patenty:
- Zařízení pro bezdrátovou telegrafii (759 852: „Apparatus for wireless telegraphy“).
- Způsob přenášení zpráv bezdrátovou telegrafií (876 383: „The way of transmitted messages by wireless telegraphy“).

Kódy jednotlivých států byly přijaty na konferenci roku 1912.

## Telegrafie ve věku telekomunikací
Rozvoj nových technologií umožňujících dopravování zpráv však postupně vytlačil i bezdrátovou telegrafii. Byla částečně nahrazena radiofonickými a telefonickými zvukovými zprávami, které byly běžně srozumitelné a pohodlné a umožňovaly (vyjádřeno moderní terminologií) vyšší přenosovou rychlost. To byl také směr, kterým se telegrafie začala nezadržitelně ubírat. Znovu se začalo experimentovat s vícestavovými systémy, tzv. tónová telegrafie, která umožnila dopravovat zprávy rychleji a po jednom vedení i více zpráv (multiplex). Téměř definitivně byla telegrafie v komerční komunikaci opuštěna s rozvojem datových (digitálních) druhů provozu jako např. telexu (dálnopisu) a později telefaxu (faxu). Evoluce v telekomunikační technice pak pokračovala přes telefonní modem, satelitní transpondéry, internet (a jeho služby), celulární (buňkové) telefonní sítě až k dnešnímu pojmu informační dálnice, slučujícího v sobě kombinaci všech progresivních druhů datové komunikace.
Telegrafie však z profesionální praxe díky svým výhodám (viz níže) dosud definitivně nezmizela. Telegrafními značkami vysílají a identifikují se radiomajáky, převáděče, přenášejí telemetrické údaje apod.

## Radioamatérská telegrafie
Současné použití telegrafie je především v radioamatérském sportu. Komunikační mód, principiálně stejný, jaký používali průkopníci radiotelegrafie (vyjma tzv. jiskrové telegrafie), se nazývá Continuous Wave a označuje se zkratkou „CW“. Někteří zastánci a obdivovatelé CW z řad radioamatérů se setkávají na soutěžích ve vysokorychlostní telegrafii, která je pořádána dokonce i na úrovni mistrovství světa.

### Výhody CW telegrafie
Výhodou CW telegrafie, díky níž se tento způsob komunikace používá dodnes, je její jednoduchost.
- Telegrafie CW přenášená po radiových vlnách vyžaduje pouze jednoduchý vysílač
- Telegrafní zprávy lze přenášet dvěma způsoby:
  - Nosná vlna buď není modulována a prostě se zapíná a přerušuje (provoz A1), anebo
  - stačí prosté modulování jedním tónem nebo střídání dvou různých tónů.

Signály vysílané telegraficky (jako posloupnosti teček a čárek Morseovy abecedy) jsou na radiových vlnách dostatečně dobře rozeznatelné (slyšitelné) i při vysoké úrovni rušení. Telegrafní vysílání vyžaduje také malou šířku pásma, takže různé stanice mohou vysílat na velmi blízkých kmitočtech, aniž by se vzájemně rušily.

### Nevýhody CW telegrafie
Obecnými nevýhodami, v porovnání s fonickými a dalšími, zejména digitálními druhy provozu, jsou:
- nízká přenosová rychlost dat, protože
  - začátečník dokáže vyslat asi 12 či přijmout max. 40 znaků za minutu,
  - zkušený uživatel přijímá asi 100 až 200 znaků za minutu
- operátor musí ovládat Morseovu abecedu.

Přesto však v radioamatérském provozu zůstává telegrafie nezastupitelná pro svoji použitelnost i při extrémně slabých signálech, ztrácejících se v šumu a rušení, a pro velkou část radioamatérů má takové kouzlo, že v ní nejraději komunikují s přáteli po celém světě.

### Společenský význam
Radioamatérský provoz měl a stále má nezastupitelný význam i ze společenských důvodů: Nízkou přenosovou rychlost způsobuje do značné míry lidský faktor, proto se používají i automatizované radiostanice, které vysílají z děrné pásky nebo z digitální paměti. Pomocí nich se daří realizovat přenosy i v případech, kdy běžné informační kanály buď nejsou dostupné vůbec nebo jsou/byly cenzurované (Severní Korea, Čína…). Takto individuálně se i před příchodem dnešních masivních komunikačních kanálů dařily datové přenosy i před příchodem internetu (první stahování obrázků) a za dob totality a studené války.

## Současnost
- V Austrálii přestala být služba telegrafie poskytována k 7. březnu 2011.
- V Česku přestala Česká pošta poskytovat službu telegrafie k 31. březnu 2010, nadále ji v této zemi poskytuje Telefónica O2.[5][6][7]
- V Irsku přestala být služba telegrafie poskytována k 30. červenci 2002.
- V Litvě přestala být služba telegrafie poskytována k 15. říjnu 2007.
- V Nepálu přestala být služba telegrafie poskytována k 1. lednu 2009.
- V Nizozemsku přestala být služba telegrafie poskytována k 9. únoru 2007.